# Accord international sur les céréales de 1995
L’Accord international sur les céréales de 1995 est une convention internationale entrée en vigueur le 1er juillet 1995 et administrée par le Conseil international des céréales (CIC), qui est un forum intergouvernemental de coopération sur les questions relatives au blé et aux céréales secondaires. Cet accord remplace l'Accord international sur le blé de 1986 venu à expiration le 30 juin 1995.
Il est composé de deux parties qui constituent deux instruments juridiques distincts : la Convention sur le commerce des céréales  et la  Convention sur l'aide alimentaire. Les deux Conventions, dont les textes anglais, espagnol, français et russe font également foi, ont été ouvertes à la signature, au Siège de l'Organisation des Nations unies à New York, du 1er mai 1995 au 30 juin 1995.
La Convention sur le commerce des céréales prévoit le partage d'informations, l'analyse et les consultations sur le marché des céréales et l'évolution des politiques. Elle a pour objectifs notamment de favoriser la coopération internationale dans tous les aspects du commerce des céréales, le développement du commerce international des céréales et d'assurer que ce commerce s'effectue le plus librement possible, de contribuer à la stabilité des marchés internationaux des céréales. 
En vertu de la Convention relative à l'aide alimentaire, les pays donateurs s'engagent à fournir chaque année des quantités déterminées d'aide alimentaire aux pays en développement sous forme de céréales propres à la consommation humaine ou d'argent pour acheter des céréales appropriées dans les pays bénéficiaires. Cette convention doit permettre d'assurer, par un effort conjoint de la communauté internationale, la réalisation de l'objectif fixé par la Conférence mondiale de l'alimentation, qui est d'apporter chaque année aux pays en développement une aide alimentaire d'au moins 10 millions de tonnes de céréales. L'Accord international sur les céréales ne contient aucun mécanisme de stabilisation des approvisionnements, des prix ou des échanges. 
Le texte de la Convention sur le commerce des céréales de 1995 a été amendé par le CIC en 2008 pour y inclure le riz et ses produits dérivés dans la définition du mot « céréale » et en 2012 pour y inclure les oléagineux et leurs produits dérivés.